# Бачевська Надія Михайлівна
Надія Михайлівна Бачевська (нар. 1907, тепер Житомирська область — ?) — українська радянська діячка, вчителька Житомирської чоловічої середньої школи № 25 Житомирської області. Депутат Верховної Ради УРСР 3-го скликання.

## Життєпис
Народилася у бідній селянській родині. Закінчила Житомирське педагогічне училище.
Трудову діяльність розпочала вчителькою початкових класів Чуднівської семирічної школи на Житомирщині. До 1941 року працювала вчителькою початкових класів шкіл в Андрушівці, Червоному, Шепетівці, Одесі, Києві.
Під час німецько-радянської війни у 1941 році була евакуйована в Узбецьку РСР, де працювала вчителькою школи міста Коканда.
З 1944 року — вчителька початкових класів Житомирської чоловічої середньої школи № 25 імені Миколи Щорса Житомирської області.

## Нагороди
- орден «Знак Пошани»
- медалі